# Kazimierz Sowiński
Kazimierz Sowiński (ur. 30 października 1907 w Łodzi, zm. 8 września 1982 w Londynie) – polski poeta, prozaik, dramatopisarz.

## Życiorys

### Młodość i debiut poetycki
Urodził się w Łodzi 30 października 1907 jako syn Anny i Józefa Sowińskich. Jego ojciec należał do zdeklasowanej szlachty wywodzącej się od generała Józefa Longina Sowińskiego, pracował jako robotnik w fabryce Poznańskiego. Kazimierz miał czterech braci (Józefa, Stefana, Wacława, Stanisława) i dwie siostry (Helenę oraz Marię).
W latach 1921–1928 uczęszczał do Męskiego Gimnazjum Rządowego w Łodzi. Już wtedy współredagował szkolną gazetkę „Almanach Literacki”. Po zdaniu matury w 1928 rozpoczął studia filozoficzne w Warszawie. Ukończył je w 1933. Na stopień podporucznika został mianowany ze starszeństwem z 1 stycznia 1933 w korpusie oficerów rezerwy piechoty.
Poetycki debiut miał w dzienniku „Głos Poranny”. Następnie publikował w literackim miesięczniku „Meteor” wydawanym przez grupę literacką o tej samej nazwie. W ramach jej działalności wydano jeden tomik wierszy poety zatytułowany Gwiazdy na strychu, z którego wiele utworów dotyka tematyki ciężkich warunków życia robotników łódzkich. Sowiński był współtwórcą grupy Meteor, którą zawiązał w 1928 razem z Grzegorzem Timofiejewem i Marianem Piechalem. Po jej rozwiązaniu w 1930 kontynuował działalność wydając czasopismo „Prądy”. W latach 1937–1938 współpracował z tygodnikiem „Pion”. Pisywał także opowiadania i artykuły krytyczno-literackie do pism „Droga”, „Prądy” i „Wymiary”.

### Okres II wojny światowej
Na początku wojny został zmobilizowany do 18 pułku piechoty. Walczył na wschodzie i trafił do niewoli radzieckiej, z której jednak uciekł i wrócił do Łodzi. W rodzinnym mieście przyłączył się do Obozu Polski Walczącej i redagował pismo „Młodzież Walcząca”. Po aresztowaniu w 1942 został wysłany do obozu pracy w Austrii. Stamtąd również udało mu się uciec i tym razem trafił do Warszawy. Tutaj walczył w powstaniu warszawskim w randze podporucznika piechoty rezerwy. Po przegranej trafił do oflagu w Lubece. Obóz został wyzwolony przez aliantów i Sowiński udał się do Włoch. Wstąpił do 2 Korpusu Polskiego, a w latach 1945-1946 współpracował z pismami: „Kronika”, „Orzeł Biały”,  „Łączniczka”.

### Okres powojenny
W listopadzie 1946 Sowiński przeniósł się do Brukseli, gdzie redagował już tylko „Orła Białego”. Następnie wyjechał do Londynu. W stolicy Wielkiej Brytanii często odwiedzał polski Dom Pisarza, w którym spotykał m.in. Tadeusza Zajączkowskiego czy Gustawa Herlinga-Grudzińskiego. Z Londynu wyjechał w 1952 do Monachium i rozpoczął współpracę z Radio Wolna Europa, z którym był związany do 1972. W okresie 1974–1975 pełnił funkcję prezesa Związku Pisarzy Polskich na Obczyźnie. Podpisał list pisarzy polskich na Obczyźnie, solidaryzujących się z sygnatariuszami protestu przeciwko zmianom w Konstytucji Polskiej Rzeczypospolitej Ludowej (List 59). Laureat Nagrody Związku Pisarzy Polskich na Obczyźnie w 1979 roku.
Rodzina mieszkająca w Polsce utrzymywała kontakt z pisarzem w tajemnicy. Sowiński wysyłał do nich listy, a konkretniej, do swojej siostrzenicy Krystyny Komisarskiej-Borowskiej. Podpisywał się w nich jako Andrzej Wąsowski. Pierwszy raz po wojnie spotkał się z członkiem rodziny – którym również była jego siostrzenica – dopiero 5 marca 1968 w Brukseli.
Na emigracji pisał w wielu pismach, były to m.in.: „Wiadomości”, „Kultura”, „Oficyna Poetów”, „Na Antenie”, „Kontynenty – Nowy Merkuriusz”, „Gwiazda Polarna”. Był także wydawcą pierwodruku cyklu wierszy Cypriana Norwida Vade-mecum oraz współwydawcą jego Pism politycznych i filozoficznych. Ważnym dziełem w dorobku poety był dramat Dzień Dominika, który miał swoją premierę 1955 na deskach Londyńskiego Warsztatu Teatralnego.
Ostatnie lata Sowińskiego odznaczały się walką z wieloma schorzeniami: kontuzjami wojennymi, reumatyzmem czy ostatecznie udarem mózgu. Umarł w szpitalu 8 września 1982. Został pochowany na Putney Vale Cemetery w południowo-zachodnim Londynie. W Łodzi znajduje się symboliczna tablica poświęcona poecie, umieszczono ją przy rodzinnym grobie na Starym Cmentarzu.

## Twórczość

### Poezja
- Gwiazdy na strychu (1930)
- Monogramy (1964)
- Ojczyzna za horyzontem (1977)
- Z krańca na kraniec (1979)

### Dramaty
- Dzień Dominika (1955)